# Кубас Грау, Рауль
Рауль Альберто Кубас Грау (исп. Raúl Cubas Grau; род. 23 августа 1943, Асунсьон) — парагвайский политик, инженер, министр финансов в 1996 году, президент Парагвая в 1998—1999 годах, ушел в отставку после раскрытия своего участия в убийстве вице-президента Луиса Марии Аргании и эмигрировал.

## Биография
Кубас Грау учился на инженера в Национальном университете Асунсьона. В молодости он работал инженером-электриком, а в 1993 году, будучи членом партии Колорадо, был назначен министром финансов Парагвая.
В 1998 году Кубас Грау вступил в предвыборную гонку в паре с генералом Лино Овьедо. Однако за несколько месяцев до выборов Овьедо был приговорен к 10 годам тюремного заключения за участие в попытке переворота в 1996 году. Тем не менее, Кубас Грау выиграл выборы в мае 1998 года с 54 % голосов под лозунгом «Кубас в правительстве, Овьедо во власти.» Впервые после окончания диктатуры Стресснера кандидат в президенты выиграл выборы уже в первом туре.
В июне парагвайский Конгресс принял закон, по которому даже президент не мог помиловать заключенного, не отбывшего хотя бы половину назначенного тюремного срока. Однако в августе, через три дня после своей инаугурации, Кубас Грау добился освобождения Овьедо из тюрьмы. Несмотря на приказ Верховного суда Парагвая в декабре 1998 года, Кубас Грау отказался отправить Овьедо обратно в тюрьму. В ответ палата депутатов проголосовала за обвинение президента в злоупотреблении властью в феврале 1999 года, но двух голосов не хватило для официального импичмента.
В марте 1999 года в своем автомобиле был расстрелян вице-президент Луис Мария Арганьяг, занявший в 1998 году место Овьедо в списке Кубаса Грау. Поводом к убийству, как многие посчитали, стали споры Арганьи с президентом о судьбе Овьедо. В стране начались массовые протесты и забастовки рабочих с требованием суда над Кубасом Грау. В ходе столкновений семь человек были убиты полицией, десятки ранены.
Президент практически полностью лишился поддержки. На следующий день после убийства палата депутатов подавляющим большинством голосов утвердила импичмент Кубасу. Кубас ушел в отставку 28 марта 1999 года и бежал в Бразилию. Суд позже приказал вернуть Овьедо обратно в тюрьму. Кубас Грау вернулся в Парагвай в 2002 году и сразу же был арестован и осужден за заговор с целью убийства Арганьи.
В октябре 2004 года его дочь Сесилия Кубас была похищена боевиками из своей квартире в Асунсьоне. Парагвайские силы безопасности начали поиски, и Кубас Грау заплатили выкуп в $ 800,000. Однако в итоге тело Сесилии было найдено в подвале дома за пределами Асунсьона в феврале 2005 года. Ей было 32 года. Были арестованы четыре человека, в том числе один предполагаемый член колумбийской повстанческой армии FARC. В июле 2006 года двое подозреваемых в похищении и убийстве получили статус беженцев в соседней Боливии .